# 금강천 (강원)
금강천(金剛川)은 금강산 물줄기라는 뜻에서 붙여진 하천이다. 금강군에서 수십킬로미터를 흘러 북한강에 합류하는 지류이다.